# Oldham
Oldham is een grote plaats in het stedelijke graafschap Greater Manchester en telt ongeveer 100.000 inwoners. Oldham ligt ongeveer 8,5 km ten zuidoosten van Rochdale en 11,1 km ten noordoosten van Manchester.

## Geschiedenis
Het vroegste bewijs van menselijke bewoning op de plek waar nu Oldham ligt, wordt geleverd door vondsten van zeven- tot tienduizend jaar geleden. Er is bovendien bewijs voor Romeinse en Keltische aanwezigheid. Er wordt echter van uitgegaan dat er niet eerder dan 865 na Christus sprake was van een permanente nederzetting.
Tot aan de industriële revolutie stelde Oldham niet veel voor. Waar Oldham halverwege de 18e eeuw nog een centrum was van hoedenmakerij, was het aan het einde van diezelfde eeuw een industriestad met vele textielfabrieken. In de tweede helft van de 19e eeuw zou Oldham uitgroeien tot een centrum van de wereldwijde textielindustrie. In 1851 werkte dan ook 30% van Oldhams inwoners in die industrie, tegenover 5% in Groot-Brittannië. In de jaren '70 en '80 van de 19e eeuw zou Oldham de meest productieve stad ter wereld zijn op het gebied van de katoenindustrie. Sinds 1998 is die industrie echter verdwenen uit de plaats.
Sinds de 19e eeuw heeft Oldham sociale problemen gekend. In die eeuw waren er geregeld rellen in de stad, ingegeven door voedsel- en banentekorten. Naar schatting tienduizend arbeiders uit Oldham reisden op 16 augustus 1819 af naar het nabijgelegen Manchester om het te hebben over politieke hervormingen. Die dag zou het Peterloo-bloedbad plaatsvinden. In 2001 braken er rellen uit door raciale spanningen tussen de lokale blanke en Aziatische gemeenschappen, waardoor Oldham internationaal het nieuws haalde. Naar schatting 20 mensen raakten gewond, waarvan 15 politieagent, en 37 mensen werden gearresteerd.

## Economie
Nadat Oldham lange tijd sterk afhankelijk was geweest van de textielindustrie en de bouw van werktuigen, zou vanaf halverwege de 20e eeuw de de-industrialisatie intrede doen. De dienstensector heeft aan belang gewonnen ten aanzien van het fabriekswerk, hoewel fabrieken wel belangrijk blijven voor de werkgelegenheid. Veel banen in Oldham zijn voor lager opgeleiden en de lonen zijn veelal laag.

## Sport
In 1876 werd de professionele rugbyclub Oldham Roughyeds opgericht onder de naam Oldham Football Club. Die club wist meerdere malen kampioen te worden.
Professioneel voetbalclub Oldham Athletic AFC werd opgericht in 1895 als Pine Villa Football Club. The Latics, zoals de bijnaam van de club luidt, wisten in 1990 de finale van de League Cup te bereiken en werden in '91 de kampioen van de Football League Second Division, wat promotie naar het hoogste niveau betekende. Anno 2015 speelt de club echter op het derde niveau, in de Football League One.
Oldham kent verder nog verschillende semi-professionele cricketteams.

## Geboren
- Eric Sykes (1923-2012), acteur, scenarioschrijver en regisseur
- Bernard Cribbins (1928-2022), acteur en muzikant
- Judith Barker (1943), actrice
- Ian Kershaw (1943), historicus
- Warren Clarke (1947-2014) acteur en regisseur
- Anne Kirkbride (1954-2015), actrice
- Ian Mercer (1961), acteur
- Carl Cox (1962), dj
- Warren Joyce (1965), voetballer
- David May (1970), voetballer
- Jack Deam (1972), acteur
- Mark Owen (1972), zanger in de band Take That
- Louise Brown (1978), eerste reageerbuisbaby
- Ricky Whittle (1981) model & acteur
- Will Buckley (1989), voetballer
- Jordan Rhodes (1990), Schots voetballer
- Anna Moorhouse (1995), voetbalster
- Ben Pearson (1995), voetballer
- Ryan Kent (1996), voetballer